# وستون، استافوردشر
وستون (به انگلیسی: Weston) یک روستا و محله مدنی در بریتانیا است که در Stafford واقع شده‌است. وستون ۹۶۵ نفر جمعیت دارد.